# Enea Lanfranconi

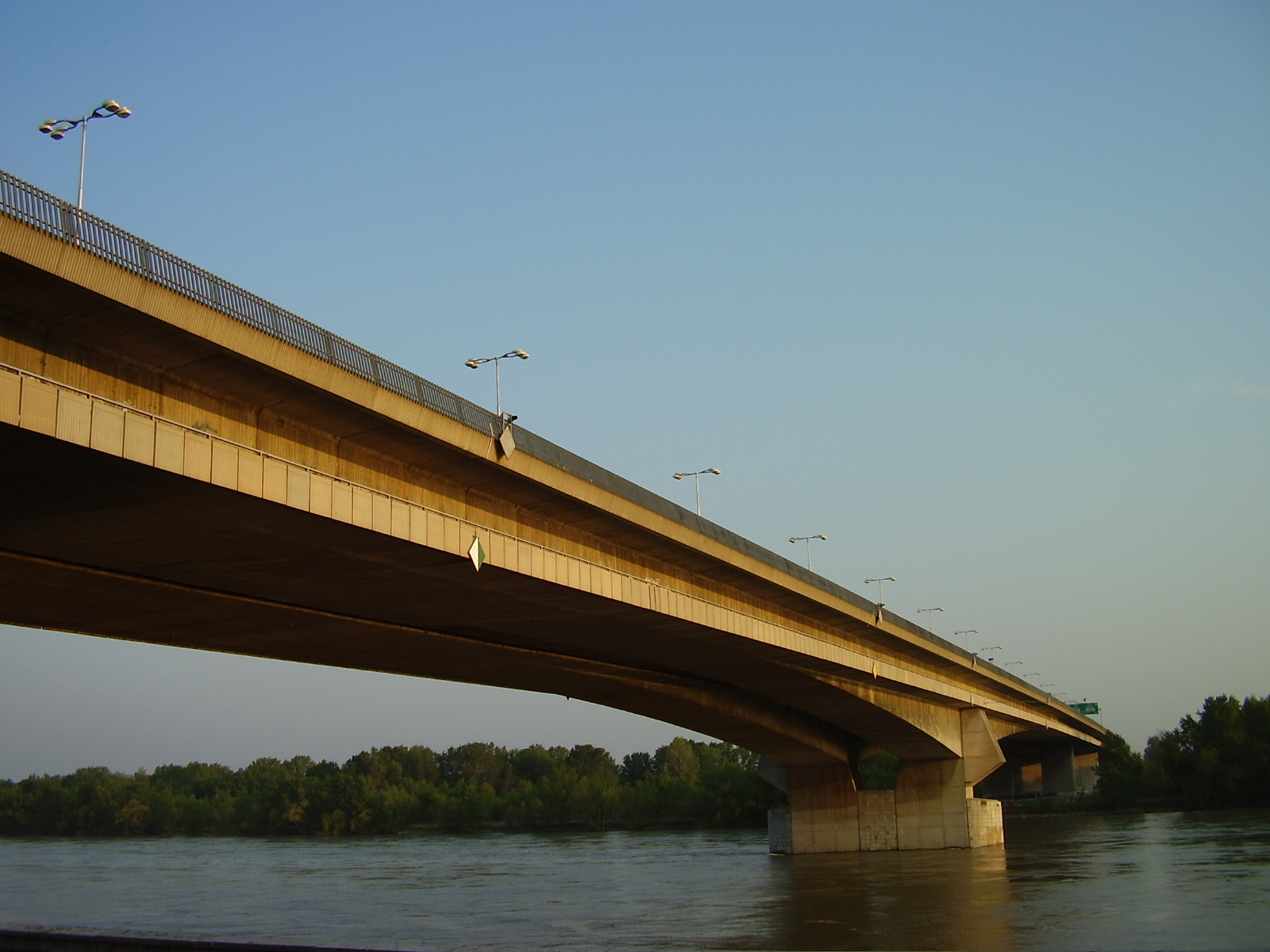
Lanfranconiról elnevezett híd Pozsonyban

Enea Lanfranconi (magyarosan Lanfranconi Enea) (Pellio Intelvi, Lombardia, 1850. május 30. – Pozsony, 1895. március 9.) olasz mérnök, a Magyar Történelmi Társulat alapító tagja.

## Életpályája
Mérnöki tanulmányainak befejezése után, 1870-ben jött Magyarországra. Pozsonyban telepedett le, ahol mint a dévényi kőbányák tulajdonosa meggazdagodott. A vízi szállítás fejlesztése érdekében saját költségén feltérképezte és vízrajzilag is felmérte a Dunának Dévény és Gönyű közötti szakaszát. Találmányát, az önműködő siklót a pozsony-dévényi gránitkőbányákban alkalmazták és szabadalmát Magyarországon kívül bejegyezték Ausztriában, Franciaországban, Belgiumban, Angliában, Németországban, Olaszországban és az Amerikai Egyesült Államokban is.
Magyar történeti és régészeti problémákkal is foglalkozott, igy Árpád sírját is kutatta, melyet a Hainburg an der Donau melletti tumulusban vélt megtalálni. Szenvedélyes könyv- és metszetgyűjtő volt, könyvtárában többek között a Dunára és Pozsonyra vonatkozó összes művek össze voltak gyűjtve. Híres régi 14 000 darabból álló térképgyűjteményét az 1885. évi budapesti országos kiállításon bemutatta s később Budapest fővárosnak adományozta.
1895. március 9-én öngyilkos lett. Könyvgyűjteményét s képtárából a magyar tárgyú festményeket a magyar kormány a Magyar Nemzeti Múzeum részére megvásárolta; a többi könyvet, képet és nagybecsű rézmetszet-gyűjteményét 1895 októberében Kölnben elárverezték.

## Emlékezete
- A Lanfranconi-villa, Enea egykori lakhelye a Weidritzer patak Dunába való torkollásánál állt, a 19. század második feléből származik. A villát az 1980-as években bontották el.
- Az egykori pozsonyi Krönungshügelplatz tér keleti oldalán álló palotaszerű épület szintén Lanfranconi mint építési vállalkozó emlékét őrzi. A háromemeletes épületet ifjabb Ignaz Feigler pozsonyi építész tervezte és valósította meg Lanfranconi számára 1876/1877-ben, eklektikus építészeti stílusban.

Későbbi éveit inkább a régészetnek és a művészetnek szentelte. Műgyűjtőként nagyszámú könyvet hagyott hátra, különösen az orosz-török háborúkról, valamint illusztrált könyveket. Gyűjteményében mintegy 3000 magyar város 15-18. századi látképe is volt. Ma 2100 kötet található a budapesti Széchényi Nemzeti Könyvtárban. 20 000 térképből álló gyűjteményét (köztük várak és kastélyok tervrajzai, vízrajzi folyótérképek stb.) halála után a Magyar Királyság vásárolta meg. A többi, köztük fontos festmények és mindenekelőtt értékes rézkarcok, 1895 októberében egy kölni árverésen kelt el.

## Írásai
- A Dévénytől Gönyőig terjedő Duna folyam szabályozási terve 1878. (Rajz.)
- A Duna folyam Dévény és Duna közti szakaszának hossz-szelvénye 1879. (Rajz.)
- Közép-Európa útjai és a Duna-folyam szabályozásának fontossága (Pozsony 1880, mely három nyelven: magyarul, németül és franciául jelent meg)
- Rettung Ungarns von Überschwemmungen. Wien, 1882. Két térképpel (magyarul Magyarország ármentesítése címmel, szintén 1882-ben jelent meg)
- Die Übershwemmungen in Ungarn und die Regulirung der unteren Donau. Pozsony, 1887.
- Közép-Európa valamennyi víziutainak átnézeti térképe 1: 400000. Hely és év n.
- A Duna és mellékfolyói ártere Felső-Magyarországon 1: 144000
- A Lanfranconi-féle önműködő sikló (1890)

## Források

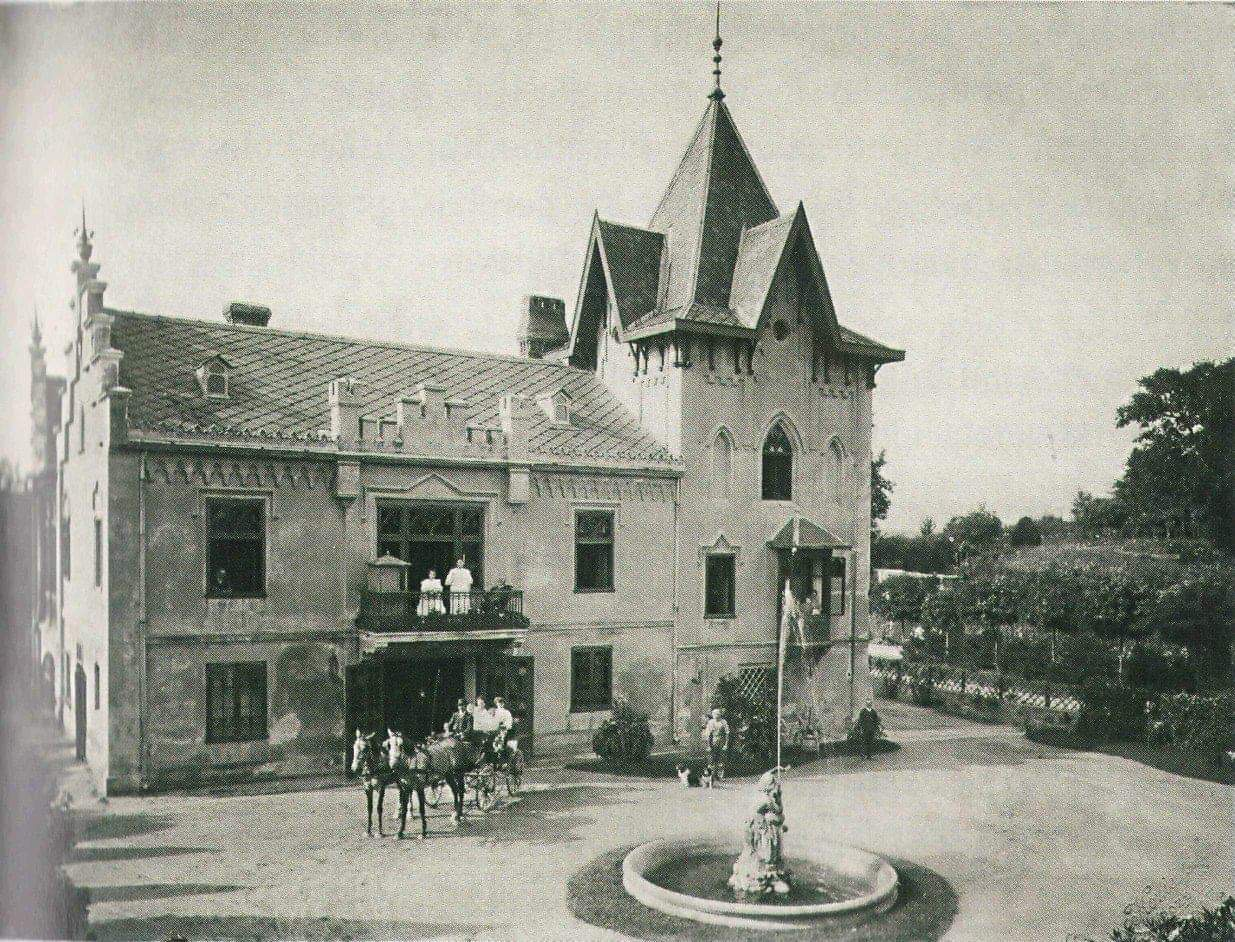
Lanfranconi Villa Presburgban. A 19. század második feléből származó villát az 1980-as években lebontották.